# Let’s Love (песня Давида Гетта и Сии)
«Let’s Love» — песня французского диджея Давида Гетта и австралийской певицы Сии. Она вышла 11 сентября 2020 года в качестве сингла через Parlophone. Песня была написана Гетта, Джорджио Туинфортом, Маркусом ван Ваттумом и Сией.
На церемонии APRA Music Awards 2022 года песня была номинирована в номинации «Самая исполняемая танцевальная/электронная работа».

## Предыстория
Давид Гетта ранее сотрудничал с Сией над синглами «Titanium», «She Wolf (Falling to Pieces)», «Bang My Head», «Helium» и «Flames». Гетта рассказал, что он был в Майами во время пандемии COVID-19, когда он написал Сии и спросил, хочет ли она «спасти мир счастливым рекордом и идти против тренда». Первоначально он отправил аккорды для фортепиано Сии, на которых Сиа записала вокал и отправила ему обратно балладу. Гетта хотел, чтобы трек был «счастливее», и превратил его в песню жанра синти-поп 1980-х годов. Гетта сказал Forbes, что Пэт Бенатар, которому нравится и Сиа, и он сам, оказал большое влияние на «Let’s Love».
Сингл был анонсирован 27 августа 2020 года через социальные сети Гетта и стал доступен для предварительного сохранения на стриминговых платформах. Трек был предварительно показан на TikTok; Гетта сказал: «Что я люблю быть в студии и делать музыку, особенно здесь, на Ибице. Скажи мне, что ты любишь. Скажи мне, что ты любишь, покажи мне, что ты любишь. Пришлите мне свои видео, всё, что вам нравится. Я думаю, что жизнь — это ничто без страсти, и я хочу, чтобы мы праздновали жизнь вместе». Что касается выхода песни, Гетта заявил, что «в это время изоляции я был невероятно вдохновлён выходом музыки, которая обладает вдохновляющей энергией».

## Композиция и реакция
«Let’s Love» — песня в жанрах синти-попа, синтвейва и новой волны, созданная под влиянием 1980-х годов. Она была написана Давидом Гетта, Джорджио Туинфортом, Маркусом ван Ваттумом и Сией в тональности ре минор. Вокал Сии в песне охватывает диапазон от F3 до D5.
Бен Кей из Consequence of Sound описал песню как «возвышающий удар 80-х годов» с «пощечиной битом 80-х годов, который является несколькими электронными нотами, удаленными с Синг-стрит». The Official Charts Company также описала песню как трек с «блестящими синтезаторами и поднимающим настроение темпом, которые сопоставляют трэп, альтернативный рок и эмо-рэп ландшафт 2020 года в музыке». Различные журналисты также отметили сходство трека с песней Пэта Бенатара «Love Is a Battlefield».

## Списки композиций
| - Digital download and streaming 1. «Let’s Love» — 3:20 - Digital download and streaming — David Guetta & MORTEN Future Rave Remix 1. «Let’s Love» (David Guetta & MORTEN Future Rave Remix) — 3:42 2. «Let’s Love» (David Guetta & MORTEN Future Rave Remix) [Extended] — 4:39 - Digital download and streaming — Cesqeaux Remix 1. «Let’s Love» (Cesqeaux Remix) — 3:26 2. «Let’s Love» (Cesqeaux Remix) [Extended] — 4:00 - Digital download and streaming — Robin Schulz Remix 1. «Let’s Love» (Robin Schulz Remix) — 2:52 2. «Let’s Love» (Robin Schulz Remix) [Extended] — 4:13 | - Digital download and streaming — Acoustic 1. «Let’s Love» (Acoustic) — 3:25 2. «Let’s Love» — 3:20 - Digital download and streaming — Vintage Culture, Fancy Inc Remix 1. «Let’s Love» (Vintage Culture, Fancy Inc Remix) — 3:40 2. «Let’s Love» (Vintage Culture, Fancy Inc Remix) [Extended] — 5:26 - Digital download and streaming — DJs from Mars Remix 1. «Let’s Love» (DJs from Mars Remix) — 3:10 2. «Let’s Love» (DJs from Mars Remix) [Extended] — 4:21 - Digital download and streaming — Aazar Remix 1. «Let’s Love» (Aazar Remix) — 4:02 |

## Участники записи
По данным Tidal.
- Давид Гетта — продюсирование, инструменты, программирование
- Сиа Фурлер — вокал
- Джорджо Туинфорт — продюсирование, инструменты, фортепиано, программирование
- Маркус ван Ваттум — продюсирование, инструменты, программирование
- Марсель Шимскхаймер — бас
- Пьер-Люк Риу — гитара
- Пеппе Фольеро — мастеринг, сведение

## Чарты
| Чарт (2020–2021)                           | Высшая позиция |
| ------------------------------------------ | -------------- |
| Аргентина (Argentina Hot 100)              | 59             |
| Australia Digital Song Sales (Billboard)   | 6              |
| Австрия (Ö3 Austria Top 40)                | 56             |
| Бельгия/Фландрия (Ultratop 50)             | 15             |
| Бельгия/Валлония (Ultratop 50)             | 2              |
| СНГ (TopHit Airplay)                       | 6              |
| Croatia Airplay (HRT)                      | 1              |
| Чехия (Rádio — Top 100)                    | 37             |
| France (SNEP)                              | 47             |
| Германия (GfK)                             | 30             |
| Germany Airplay (BVMI)                     | 1              |
| Венгрия (Dance Top 40)                     | 15             |
| Венгрия (Rádiós Top 40)                    | 8              |
| Венгрия (Single Top 40)                    | 9              |
| Iceland (Plötutíðindi)                     | 22             |
| Israel (Media Forest)                      | 1              |
| Italy (FIMI)                               | 45             |
| Mexico Airplay (Billboard)                 | 1              |
| Нидерланды (Dutch Top 40)                  | 7              |
| Нидерланды (Single Top 100)                | 37             |
| Польша (Polish Airplay Top 100)            | 18             |
| Romania (Airplay 100)                      | 95             |
| Россия (TopHit)                            | 5              |
| Шотландия (OCC Scotland)                   | 7              |
| Словакия (Rádio — Top 100)                 | 15             |
| Slovenia (SloTop50)                        | 2              |
| Швейцария (Schweizer Hitparade)            | 47             |
| Украина (TopHit)                           | 54             |
| Великобритания (OCC UK Singles)            | 53             |
| США (Billboard Hot Dance/Electronic Songs) | 9              |

| Чарт (2020)                               | Позиция |
| ----------------------------------------- | ------- |
| Belgium (Ultratop Wallonia)               | 94      |
| CIS (TopHit)                              | 73      |
| Hungary (Dance Top 40)                    | 93      |
| Netherlands (Airplay Top 50)              | 43      |
| Netherlands (Dutch Top 40)                | 38      |
| Russia Airplay (TopHit)                   | 81      |
| US Hot Dance/Electronic Songs (Billboard) | 79      |

| Чарт (2021)                               | Позиция |
| ----------------------------------------- | ------- |
| Belgium (Ultratop Flanders)               | 98      |
| Belgium (Ultratop Wallonia)               | 56      |
| CIS (TopHit)                              | 60      |
| Hungary (Dance Top 40)                    | 56      |
| Hungary (Rádiós Top 40)                   | 35      |
| Hungary (Single Top 40)                   | 92      |
| Netherlands (Airplay Top 50)              | 44      |
| Netherlands (Dutch Top 40)                | 78      |
| Russia Airplay (TopHit)                   | 66      |
| US Hot Dance/Electronic Songs (Billboard) | 79      |

| Чарт (2022)            | Позиция |
| ---------------------- | ------- |
| Hungary (Dance Top 40) | 62      |

| Чарт (2023)            | Позиция |
| ---------------------- | ------- |
| Hungary (Dance Top 40) | 97      |

## Сертификации
| Регион                                                                      | Сертификация | Продажи |
| --------------------------------------------------------------------------- | ------------ | ------- |
| Бельгия (BEA)                                                               | Золотой      | 20 000  |
| Франция (SNEP)                                                              | Платиновый   | 200 000 |
| Италия (FIMI)                                                               | Платиновый   | 70 000  |
| Польша (ZPAV)                                                               | Платиновый   | 50 000  |
| Португалия (AFP)                                                            | Золотой      | 5000    |
| Данные о продажах + прослушиваниях приведены только на основе сертификации. |              |         |

## История релиза
| Регион         | Дата             | Формат                               | Version                            | Лейбл                  | Примечания |
| -------------- | ---------------- | ------------------------------------ | ---------------------------------- | ---------------------- | ---------- |
| Разные страны  | 11 сентября 2020 | Цифровая загрузка потоковая передача | Оригинальная версия                | Parlophone             | [ 4 ]      |
| Австралия      | 11 сентября 2020 | Contemporary hit radio               | Оригинальная версия                | Warner Music Australia | [ 77 ]     |
| Италия         | 18 сентября 2020 | Contemporary hit radio               | Оригинальная версия                | Warner Music Group     | [ 78 ]     |
| Великобритания | 26 сентября 2020 | Adult contemporary radio             | Оригинальная версия                | Parlophone             | [ 79 ]     |
| Разные страны  | 23 октября 2020  | Цифровая загрузка потоковая передача | David Guetta & MORTEN Remixes      | Parlophone             | [ 80 ]     |
| Разные страны  | 30 октября 2020  | Цифровая загрузка потоковая передача | Cesqeaux Remixes                   | Parlophone             | [ 80 ]     |
| США            | 3 ноября 2020    | Contemporary hit radio               | Оригинальная версия                | Warner Records         | [ 81 ]     |
| Разные страны  | 6 ноября 2020    | Цифровая загрузка потоковая передача | Robin Schulz Remixes               | Parlophone             | [ 80 ]     |
| Разные страны  | 20 ноября 2020   | Цифровая загрузка потоковая передача | Acoustic                           | Parlophone             | [ 80 ]     |
| Разные страны  | 27 ноября 2020   | Цифровая загрузка потоковая передача | Vintage Culture, Fancy Inc Remixes | Parlophone             | [ 80 ]     |
| Разные страны  | 11 декабря 2020  | Цифровая загрузка потоковая передача | DJs from Mars Remixes              | Parlophone             | [ 80 ]     |
| Разные страны  | 12 февраля 2021  | Цифровая загрузка потоковая передача | Aazar Remix                        | Parlophone             | [ 80 ]     |